# Amphibulus bicolor
Amphibulus bicolor är en stekelart som beskrevs av Luhman 1991. Amphibulus bicolor ingår i släktet Amphibulus och familjen brokparasitsteklar. Inga underarter finns listade i Catalogue of Life.